# Братська могила радянських воїнів (Новоіванівське)
Братська могила радянських воїнів, пам'ятник односельцям в с. Новоіванівське Юр'ївського району Дніпропетровської області.

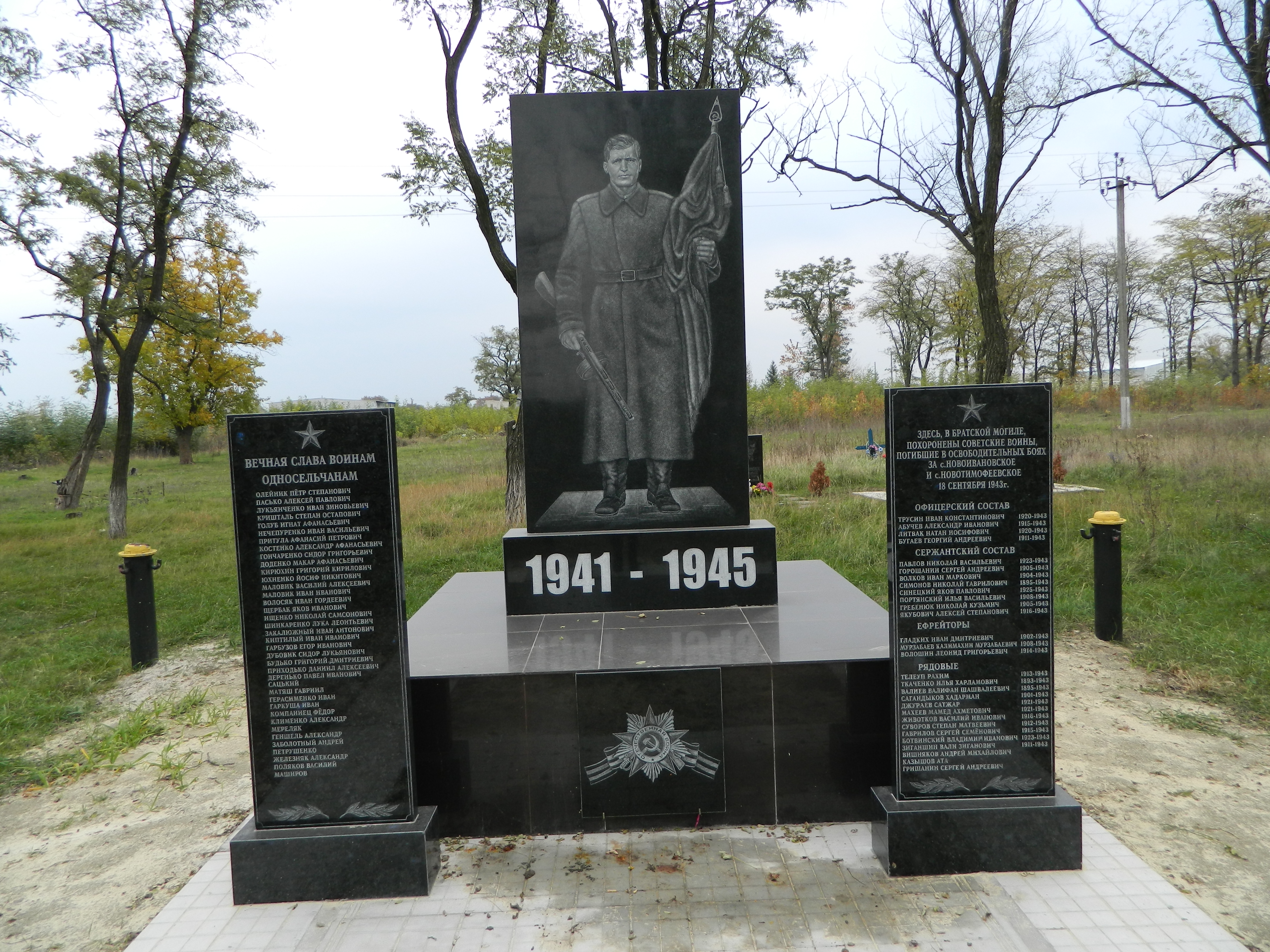
Братська могила радянських воїнів, пам'ятник односельцям в с. Новоіванівське

## Історія
Братська могила радянських воїнів знаходиться на околиці села на громадянському кладовищі біля столової.
18 вересня 1943 року  воїни 573 стрілецького полку 195 стрілецької дивізії  звільнили с. Новоіванівське. Загиблих воїнів поховали на місці боїв в індивідуальних і братських могилах. В 1950-х роках останки воїнів похованих в братській могилі с. Новотемофіївському перенесені в братську могилу, що описується. Відомі прізвища 29 воїнів. В 1960 році на місці поховання встановлено пам'ятник «Воїн зі стягом» та меморіальні плити. В 2012—2013 роках  проведено реконструкцію пам'ятки, скульптуру замінили на стелу. 15 лютого 2017 року проведено перезахоронення радянського воїна (прізвище невідоме), останки якого було виявлено при проведенні пошукових робіт спеціалізованим приватним підприємством «Воєнні меморіали „Схід“». Перепоховання  проведено в окрему могилу з лівої сторони, якщо стояти лицем до пам'ятки, що описується.

## Персоналії
1. Старший сержант Павлов Николай Васильевич (1923 — 18.09.1943)
2. Ефрейтор Гладких Иван Дмитриевич (1902 — 18.09.1943)
3. Ефрейтор Мурзабаев Калимахин Мурзабаевич (1908 — 18.09.1943)
4. Старший сержант Горошанин Сергей Андреевич (1905 — 18.09.1943)
5. Старшина Волков Иван Маркович (1904 — 18.09.1943)
6. Рядовой Телеуп Рахим (1913 — 18.09.1943)
7. Старший сержант Симонов Николай Гаврилович (1895 — 18.09.1943)
8. Сержант Синецкий Яков Павлович (1925 — 18.09.1943)
9. Рядовой Ткаченко Илья Харламович (1893 — 18.09.1943)
10. Младший сержант Гребенюк Николай Кузьмич (1905 — 18.09.1943)
11. Сержант Портянский Илья Васильевич (1908 — 18.09.1943)
12. Рядовой Валиев Валифан Шашвалеевич (1895 — 18.09.1943)
13. Рядовой Сагандыков Хадарман (1901 — 18.09.1943)
14. Рядовой Джураев Сатжар (1921 — 18.09.1943)
15. Рядовой Махеев Мамед Ахметович (1921 — 18.09.1943)
16. Ефрейтор Волошин Леонид Григорьевич (1914 — 18.09.1943)
17. Рядовой Животков Василий Иванович (1916 — 18.09.1943)
18. Рядовой Суворов Степан Матвеевич (1912 — 18.09.1943)
19. Капитан Трусин Иван Константинович (1920 — 18.09.1943)
20. Лейтенант Абучев Александр Иванович (1915 — 17.09.1943)
21. Лейтенант Литвак Натан Иосифович (1920 — 18.09.1943)
22. Лейтенант Бугаев Георгий Андреевич (1911 — 18.09.1943)
23. Старшина Якубович Алексей Степанович (1916 — 18.09.1943)
24. Рядовой Гаврилов Сергей Семенович (1915 — 18.09.1943)
25. Рядовой Ботвинский Владимир Иванович (1923 — 18.09.1943)
26. Рядовой Зиганшин Вали Зиганович (1911 — 18.09.1943)
27. Вишняков Андрей Михайлович
28. Казышов Ата
29. Гришанин Сергей Андреевич

## Додаток
Напис  на меморіальній дошці № 1: «Здесь в братской  могиле, похоронены советские воины, погибшие в освободительных боях за с. Новоивановское и с. Новотимофеевское в сентябре 1943 г.», (перелік прізвищ загиблих воїнів).
Напис  на меморіальній дошці № 2: «Вечная слава воинам односельчанам», (перелік прізвищ 39-ти воїнів-односельчан, які загинули на фонтах Другої світової війни).
Поховання  та територія пам'ятки упорядковані.